# Domsure

Domsure este o comună în departamentul Ain din estul Franței.